# Cobaltneustädtelit
Cobaltneustädtelit ist ein sehr selten vorkommendes Mineral aus der Mineralklasse der „Phosphate, Arsenate und Vanadate“. Es kristallisiert im triklinen Kristallsystem mit der chemischen Zusammensetzung Bi2Fe3+Co2+O(OH)3(AsO4)2, ist also ein Bismut-Eisen-Cobalt-Arsenat mit zusätzlichen Hydroxidionen.
Cobaltneustädtelit entwickelt nur kleine, tafelige Kristalle mit tafeligem Habitus bis etwa 0,2 Millimeter Durchmesser von brauner, braunroter oder schwarzer Farbe bei hellbrauner Strichfarbe. Die Oberflächen der durchsichtigen bis durchscheinenden Kristallflächen zeigen einen diamantähnlichen Glanz.

## Etymologie und Geschichte
Erstmals entdeckt wurde Cobaltneustädtelit zusammen mit Neustädtelit auf den Halden der Grube „Güldener Falk“ bei Neustädtel (Schneeberg) im sächsischen Erzgebirge und beschrieben 2002 durch Werner Krause, Heinz-Jürgen Bernhardt, Catherine McCammon und Herta Effenberger, die das Mineral nach seiner Typlokalität benannten.
Das Typmaterial des Minerals wird in der Sammlung des Staatlichen Museum für Mineralogie und Geologie Dresden in Deutschland (Katalog-Nr. 18328 und 18329) aufbewahrt.

## Klassifikation
In der veralteten 8. Auflage der Mineralsystematik nach Strunz war der Cobaltneustädtelit noch nicht aufgeführt.
In der zuletzt 2018 überarbeiteten Lapis-Systematik nach Stefan Weiß, die formal auf der alten Systematik von Karl Hugo Strunz in der 8. Auflage basiert, erhielt das Mineral die System- und Mineralnummer VII/B.37-017. Dies entspricht der Klasse der „Phosphate, Arsenate und Vanadate“ und dort der Abteilung „Wasserfreie Phosphate, mit fremden Anionen F,Cl,O,OH“, wo Cobaltneustädtelit zusammen mit Brendelit, Medenbachit, Neustädtelit und Paulkellerit eine unbenannte Gruppe mit der Systemnummer VII/B.37 bildet.
Die von der International Mineralogical Association (IMA) zuletzt 2009 aktualisierte 9. Auflage der Strunz’schen Mineralsystematik ordnet den Cobaltneustädtelit in die Klasse der „Phosphate, Arsenate und Vanadate“ und dort in die Abteilung „Phosphate usw. mit zusätzlichen Anionen; ohne H2O“ ein. Hier ist das Mineral in der Unterabteilung „Mit mittelgroßen und großen Kationen; (OH usw.) : RO4 = 2 : 1, 2,5 : 1“ zu finden, wo es zusammen mit Medenbachit und Neustädtelit die „Medenbachitgruppe“ mit der Systemnummer 8.BK.10 bildet.
In der vorwiegend im englischen Sprachraum gebräuchlichen Systematik der Minerale nach Dana hat Cobaltneustädtelit die System- und Mineralnummer 41.04.09.03. Das entspricht der Klasse der „Phosphate, Arsenate und Vanadate“ und dort der Abteilung „Wasserfreie Phosphate etc., mit Hydroxyl oder Halogen“. Hier findet er sich innerhalb der Unterabteilung „Wasserfreie Phosphate etc., mit Hydroxyl oder Halogen mit (AB)5(XO4)2Zq“ in der „Medenbachitgruppe“, in der auch Medenbachit und Neustädtelit eingeordnet sind.

## Bildung und Fundorte
Die Proben, die Cobaltneustädtelit und Neustädtelit enthalten, bestehen hauptsächlich aus Quarz, wo die beiden Minerale in kleinen Hohlräumen kristallisieren. Als Begleitminerale treten unter anderem Goethit, Limonit und Preisingerit, selten auch Bismutit, Mixit und Zeunerit auf.
Als seltene Mineralbildung konnte Neustädtelit nur an wenigen Fundorten nachgewiesen werden, wobei bisher (Stand 2013) weniger als 10 Fundorte als bekannt gelten.
Neben seiner Typlokalität Grube „Güldener Falk“ wurde das Mineral in Deutschland noch auf mehreren Grubenhalden um Neustädtel und Schneeberg (Erzgebirge) wie unter anderem der Gruben „Friedefürst“, „Junge Kalbe“ und „Peter und Paul“ (heute Marx-Semler-Stolln) in Sachsen gefunden. 
Der bisher einzige weitere bekannte Fundort für Cobaltneustädtelit ist die Grube „Espuela de San Miguel“ bei Villanueva de Córdoba nahe Córdoba in Spanien (Stand 2013).

## Kristallstruktur
Cobaltneustädtelit kristallisiert triklin in der Raumgruppe P1 (Raumgruppen-Nr. 2) mit den Gitterparametern a = 9,156(1) Å; b = 6,148(1) Å; c = 9,338(1) Å; α = 83,24(1)°; β = 70,56(1)° und γ = 86,91(1)° sowie ½ Formeleinheit pro Elementarzelle.